# Tipula plumbeithorax
Tipula plumbeithorax är en tvåvingeart som beskrevs av Alexander 1921. Tipula plumbeithorax ingår i släktet Tipula och familjen storharkrankar.
Artens utbredningsområde är Peru. Inga underarter finns listade i Catalogue of Life.